# Aufruhr

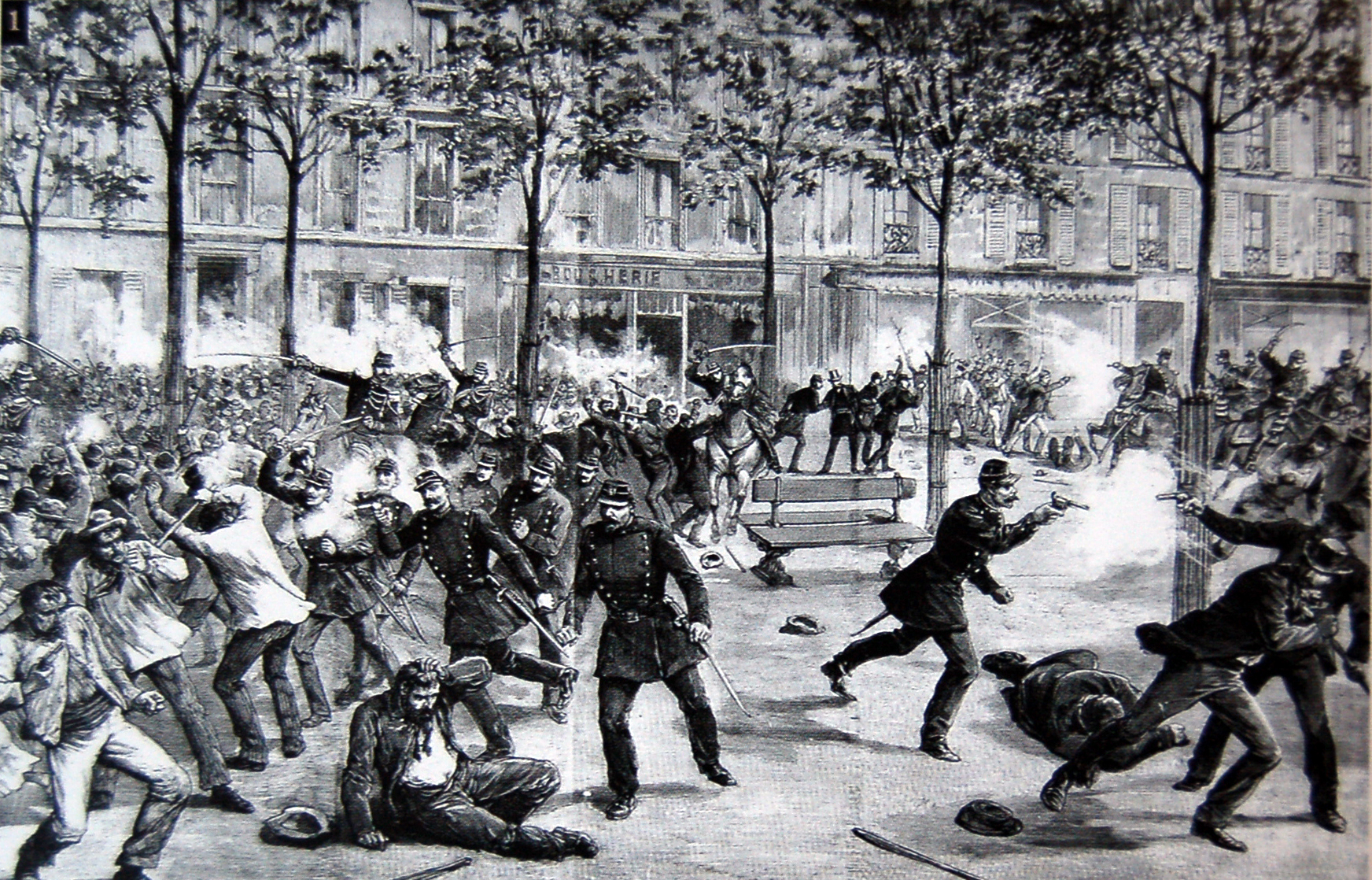
Polizeikräfte lösen in Frankreich einen Aufruhr am 1. Mai 1891 auf

Ein Aufruhr ist eine Aktion einer größeren Menschenmenge gegen eine bestehende Ordnung in Form von Auflehnung und Zusammenrottungen, insbesondere gegen die Staatsgewalt. Er kann sich in Empörung sowie gewaltsamen Protesten insbesondere gegen politische Missstände äußern.
Aufruhr bedeutet allgemein ‘Erhebung, Empörung’, insbesondere ‘heftige Erregung’, und ist seit der Mitte des 15. Jahrhunderts in hochdeutschen Texten, im 14. Jahrhundert bereits in mnd. uprōr nachweisbar. In der ersten Hälfte des 16. Jahrhunderts kam Aufrührer ‘Empörer, Rebell’ (Ende 15. Jh.) sowie das Adjektiv aufrührerisch ‘einen Aufruhr hervorrufend, empörerisch’ auf, abgeleitet von Aufrührer und löst zu Beginn des 18. Jahrhunderts die älteren Bildungen aufrührig und aufrührisch ab. Es ist vereinzelt neben diesen schon im 16. Jahrhundert bezeugt. Ferner wird mit Aufruhr eine starke Erregung (‚in Aufruhr geraten‘; ‚jmdn. in Aufruhr bringen‘) sowie eine starke Bewegung (‚Aufruhr der Naturelemente‘) bezeichnet.

## Bedeutung in Deutschland
Im weitesten Sinne wurde im 19. Jahrhundert jedes eigenmächtige offene Auftreten mehrerer Untertanen wider eine bestehende Obrigkeit als Aufruhr bezeichnet. Ein Aufruhr kann sich zur Revolte oder zum politischen Aufstand entwickeln. In Brockhaus' Kleinem Konversations-Lexikon (5. Auflage, Band 1, Leipzig 1911, S. 121) heißt es dazu, dass „bei längerer Dauer der Aufruhr zur Empörung oder Rebellion“ werden könne und im deutschen Kaiserreich „nach dem Deutschen Strafgesetzbuch mit Gefängnis-, gegen die Rädelsführer mit Zuchthaus-, der militärische vor dem Feinde mit Todesstrafe bedroht“ gewesen war.
Der Straftatbestand Aufruhr (ehemalig § 115 RStGB) wurde zum 22. Mai 1970 in der Bundesrepublik Deutschland mit dem dritten Strafrechtsreformgesetz aufgelöst. Unter Aufruhr verstand man eine Zusammenrottung mehrerer Personen, um mit Gewalt oder Drohungen die Staatsgewalt zu nötigen oder um sie tätlich anzugreifen.
Der § 115 StGB lautete von Januar 1872 bis März 1970:
(1) Wer an einer öffentlichen Zusammenrottung, bei welcher eine der in den §§ 113 und 114 bezeichneten Handlungen mit vereinten Kräften begangen wird, Theil nimmt, wird wegen Aufruhrs mit Gefängniß nicht unter sechs Monaten bestraft.
(2) Die Rädelsführer, sowie diejenigen Aufrührer, welche eine der in den §§ 113 und 114 bezeichneten Handlungen begehen, werden mit Zuchthaus bis zu zehn Jahren bestraft; auch kann auf Zulässigkeit von Polizei-Aufsicht erkannt werden. Sind mildernde Umstände vorhanden, so tritt Gefängnisstrafe nicht unter sechs Monaten ein.
Die Höchstdauer der Gefängnisstrafe betrug gemäß § 16 StGB a. F. fünf Jahre. Die Zuchthausstrafe betrug gemäß § 14 StGB a. F. mindestens ein Jahr. Zum 1. April 1970 wurden diese Strafarten durch die einheitliche Freiheitsstrafe ersetzt.
Da die eigentlichen Tathandlungen dem Absatz 2 (2. Alternative) unterfielen, handelte es sich bei Absatz 1 um einen Tatbestand, der schon die bloße Teilnahme an der Zusammenrottung an sich unter Strafe stellte. Deshalb war der Tatbestand zunehmender Kritik ausgesetzt.
Seit der Abschaffung des Tatbestands zum 22. Mai 1970 unterfallen die eigentlichen Tathandlungen dem Tatbestand Widerstand gegen Vollstreckungsbeamte, bei Begehung gegen andere Beamte dem Tatbestand der Nötigung. Häufig liegt auch Körperverletzung vor.
Zum 30. Mai 2017 wurde durch Einfügung des neuen § 113 Absatz 2 Nr. 3 und des neuen § 114 wieder Strafschärfungen für die gemeinschaftliche Begehung von Widerstandshandlungen eingeführt. Bei Körperverletzung bestand auch zuvor schon eine Strafschärfung bei gemeinschaftlichen Begehung, siehe gefährliche Körperverletzung.

## Anwendung in anderen Staaten
In Spanien wurden im Jahr 2019 im Strafverfahren infolge der Katalonien-Krise neun Politiker zu neun bis 13-jährigen Haftstrafen wegen Aufruhrs verurteilt.
In den USA gibt es eine Definition, die neben der Personenzahl auch den Gewaltaspekt umfasst. Außerdem bestehen in Bundesstaaten auch andere Bestimmungen. Relevant wurde sie bei der Erstürmung des US-Parlaments (US-Capitol) durch Unterstützer des damaligen Präsidenten Trump am 6. Januar 2021 und den darauf folgenden Strafverfahren durch Bundesgerichte.